# Yoon Hae-young
Yoon Hae-young es una actriz surcoreana. 

## Carrera
Es miembro de la agencia "Light House" (더프로액터스, previamente conocida como "The Pro Actors").
Comenzó a actuar después de pasar las Audiciones Abiertas de KBS en 1993.
Ha sido protagonista de dramas de televisión, tales como Ver y Volver a Ver (1998), This is love (2001), Elefante (2008), La historia de Janghwa y Hongryeon (también conocida como El Amor y la Obsesión, 2009), Fuerza de Tarea Especial MSS (2011) y Me Gusta (2012).

## Filmografía

### Series de televisión
| Año  | Título                                 | Rol                        | Red       |
| ---- | -------------------------------------- | -------------------------- | --------- |
| 1993 | Love and Work                          |                            | SBS       |
| 1993 | Love and Friendship                    | Soon-ah                    | SBS       |
| 1994 | There Is No Love                       | Nun                        | SBS       |
| 1994 | That Window                            | Jung Myung-seo             | SBS       |
| 1995 | Until We Meet Again                    | Im Seung-hye               | SBS       |
| 1995 | The Basics of Romance                  | escritora de drama         | MBC       |
| 1996 | City Men and Women                     | Ji Jae-bun/Jung Si-nae     | SBS       |
| 1996 | Sou'easter Today                       | Kang Eun-hee               | KBS2      |
| 1998 | Horse's Hill                           | KBS1                       |           |
| 1998 | See and See Again                      | Geum-joo                   | MBC       |
| 1999 | Queen                                  | Hong Jang-mi               | SBS       |
| 1999 | Oh! Happy Day                          | KBS2                       |           |
| 2000 | Feels Good                             | Lee Eun-soo                | MBC       |
| 2000 | Great Friends                          | KBS2                       |           |
| 2001 | Life Is Beautiful                      | Yoo Soo-jung               | KBS2      |
| 2001 | This Is Love                           | Park Hoon-sook             | KBS1      |
| 2001 | Blue Mist                              | KBS2                       |           |
| 2003 | One Million Roses                      | Seo Yoo-jin                | KBS1      |
| 2005 | Tears of Diamond                       | Son In-ha                  | SBS       |
| 2006 | Love Can't Wait                        | Kim Tae-hee                | MBC       |
| 2006 | Love and Ambition                      | Jae-eun                    | SBS       |
| 2007 | Like Land and Sky                      | Park Myung-joo             | KBS1      |
| 2008 | Kokkiri (Elephant)                     | Hae-young                  | MBC       |
| 2008 | My Precious You                        | Park Jem-ma                | KBS2      |
| 2009 | The Tale of Janghwa and Hongryeon      | Hong-ryeon                 | KBS2      |
| 2010 | Drama Special "Hot Coffee"             | Oh Jong                    | KBS2      |
| 2011 | Drama Special "Special Task Force MSS" | Vivian/Lee Soon-duk        | KBS2      |
| 2012 | Big                                    | Lee Jung-hye               | KBS2      |
| 2012 | I Like You                             | Kang Jin-joo               | SBS       |
| 2013 | Prime Minister and I                   | Na Yoon-hee                | KBS2      |
| 2014 | Apgujeong Midnight Sun                 | Do Min-goo                 | MBC       |
| 2015 | TV Novel: On a Blue Day                | Jang Deok-hee/Jang Ae-shim | KBS2      |
| 2016 | Doctors                                | Yoon Ji-young              | SBS       |
| 2018 | Ms. Ma, Nemesis                        | Lee Jung Hee / Lee Mi Soon | SBS       |
| 2019 | People with Flaws                      | Oh Mi-ja                   | MBC       |
| 2020 | I've Returned After One Marriage       |                            | KBS2      |
| 2023 | Durian's Affair                        | Jang Se-mi                 | TV Chosun |

### Cine
| Año  | Título            | Rol                |
| ---- | ----------------- | ------------------ |
| 2009 | City of Damnation | Jo Min-joo (cameo) |

### Variedad/radio show
| Año       | Título                                 | Red      | Notas                                                               |
| --------- | -------------------------------------- | -------- | ------------------------------------------------------------------- |
| 1997      | Hopeful Music at Noon                  | MBC FM4U | DJ                                                                  |
| 2010-2011 | Talk & City                            | Story On | presentadora, temporada 4-5                                         |
| 2013      | Restaurants That Relieve Women's Agony | KBS W    | presentadora                                                        |
| 2016      | King of Mask Singer                    | MBC      | participante como "12 O'clock Curfew Pumpkin Carriage", episodio 73 |
| 2018      | Battle Trip                            | KBS2     | participó junto a Yang Jung-a, episodio 76-77                       |

## Premios y nominaciones
| Año  | Premio                   | Categoría                                         | Nominación                        | Resultado |
| ---- | ------------------------ | ------------------------------------------------- | --------------------------------- | --------- |
| 1998 | MBC Drama Awards         | Premio de Popularidad                             | See and See Again                 | Ganadora  |
| 2001 | KBS Drama Awards         | Premio a la Excelencia, Actriz                    | This Is Love                      | Ganadora  |
| 2008 | MBC Entertainment Awards | Premio a la Excelencia, Actriz en una Comedia     | Kokkiri (Elephant)                | Ganadora  |
| 2009 | KBS Drama Awards         | Premio a la excelencia, Actriz en un Drama Diario | The Tale of Janghwa and Hongryeon | Nominada  |